# Lijst van burgemeesters van Cuijk en Sint Agatha
Dit is een lijst van burgemeesters van de voormalige Nederlandse gemeente Cuijk en Sint Agatha in de provincie Noord-Brabant. In 1994 fuseerde de gemeente Cuijk en Sint Agatha met de gemeenten Beers en Haps tot de nieuwe gemeente Cuijk.
| Ambtsperiode                      | Naam burgemeester            | Partij of stroming | Bijzonderheden |
| --------------------------------- | ---------------------------- | ------------------ | -------------- |
| 1810 - 1811                       | Laurens Spengler             |                    | Overleden 1811 |
| 1811                              | G. Kesschietre van Hoven     |                    | waarnemend     |
| 1811 - 1821                       | David Snoeck                 |                    |                |
| 1821 - 1823                       | A.F. Rijsouw                 |                    |                |
| 1824 - 1844                       | Lambertus van den Bosch      |                    |                |
| 1844 - 1850                       | Antonie van Leeuwen          |                    |                |
| 1850 - 1885                       | G. (Gerardus) van den Bosch  |                    | ¹              |
| 1885 - 1901                       | Pieter Isaac Groen           |                    |                |
| 1901 - 1904                       | R. Barge                     |                    |                |
| 1904 - 1941                       | J.A.M. van de Mortel         |                    | ¹              |
| juli 1941 - oktober 1941          | C.J.J. (Cor) Remmen          |                    | waarnemend     |
| 1941 - 1942                       | A.Th.A. Paro                 |                    |                |
| 1943 - 1945                       | Chr.J.W.H. Stakenborg        | NSB                |                |
| 1945                              | J.A.M. van de Mortel         |                    |                |
| 1946 - 1960                       | L.F.W. (Louis) Jansen        | KVP                |                |
| 1960 - 1971                       | Mr. B.L.A. (Ben) van Zwieten | KVP                |                |
| 16 januari 1972 - 1 februari 1979 | H.Ph.J.A.M. (Hub) Hennekens  | KVP                |                |
| 16 augustus 1979 - 1 maart 1988   | C.J. (Cor) van de Rakt       | PvdA               |                |
| 1988 - 1994                       | H.J. (Henk) Hendriksen       | PvdA               |                |

¹ dubbelfunctie met de gemeente Linden.